# Elytrimitatrix bispinosa
Elytrimitatrix bispinosa là một loài bọ cánh cứng trong họ Cerambycidae.